# Hura crepitans
Hura crepitans L. é uma árvore da família das euforbiáceas originária da Amazônia, de madeira aproveitável e cujo látex venenoso é usado para matar peixes em pesca fluvial, mais conhecida como açacu.
A planta Hura crepitans é facilmente identificada devido às suas características distintivas, como folhas em formato de coração, flores masculinas com pedicelos, flores femininas com pedúnculos longos (de 3 a 5 cm), um ovário com 5 a 20 carpelos e 5 a 20 compartimentos, além de estigmas dispostos radialmente, também em número de 5 a 20.

## Informações botânicas:
Sinonímia: Açacu, Areeiro, Assacuzeiro, Ussacu, Caçacu, Guaçacu
Sinonímia botânica: Hura brasiliensis Wild., Hura crepitans Wild.
Características morfológicas: o caule da planta é coberto por espinhos de 1 a 2 cm de comprimento, e sua casca possui uma coloração parda. A planta apresenta flores femininas e masculinas separadamente. As flores femininas são solitárias, enquanto as flores masculinas estão agrupadas em inflorescências do tipo espiga. O fruto assemelha-se a uma moranga, medindo cerca de 8 cm de diâmetro, e possui uma característica de abertura explosiva, lançando suas sementes a longa distância.
Características da madeira: Cerne/alburno: Possuem características distintas; A espessura do alburno varia de 9,0 cm a 22,0 cm; A cor do cerne é branca (10YR 8/2); A cor do alburno é branca (2,5Y 8/2); As camadas de crescimento são indistintas; A grã é revessa; A textura é média; A figura tangencial é pouco destacada, devido às linhas vasculares; A figura radial também é pouco destacada, resultante das linhas vasculares e do contraste dos raios; Não apresenta brilho; Não possui cheiro perceptível; A resistência ao corte manual é macia; Quanto à trabalhabilidade, a madeira é leve e aceita pregos.

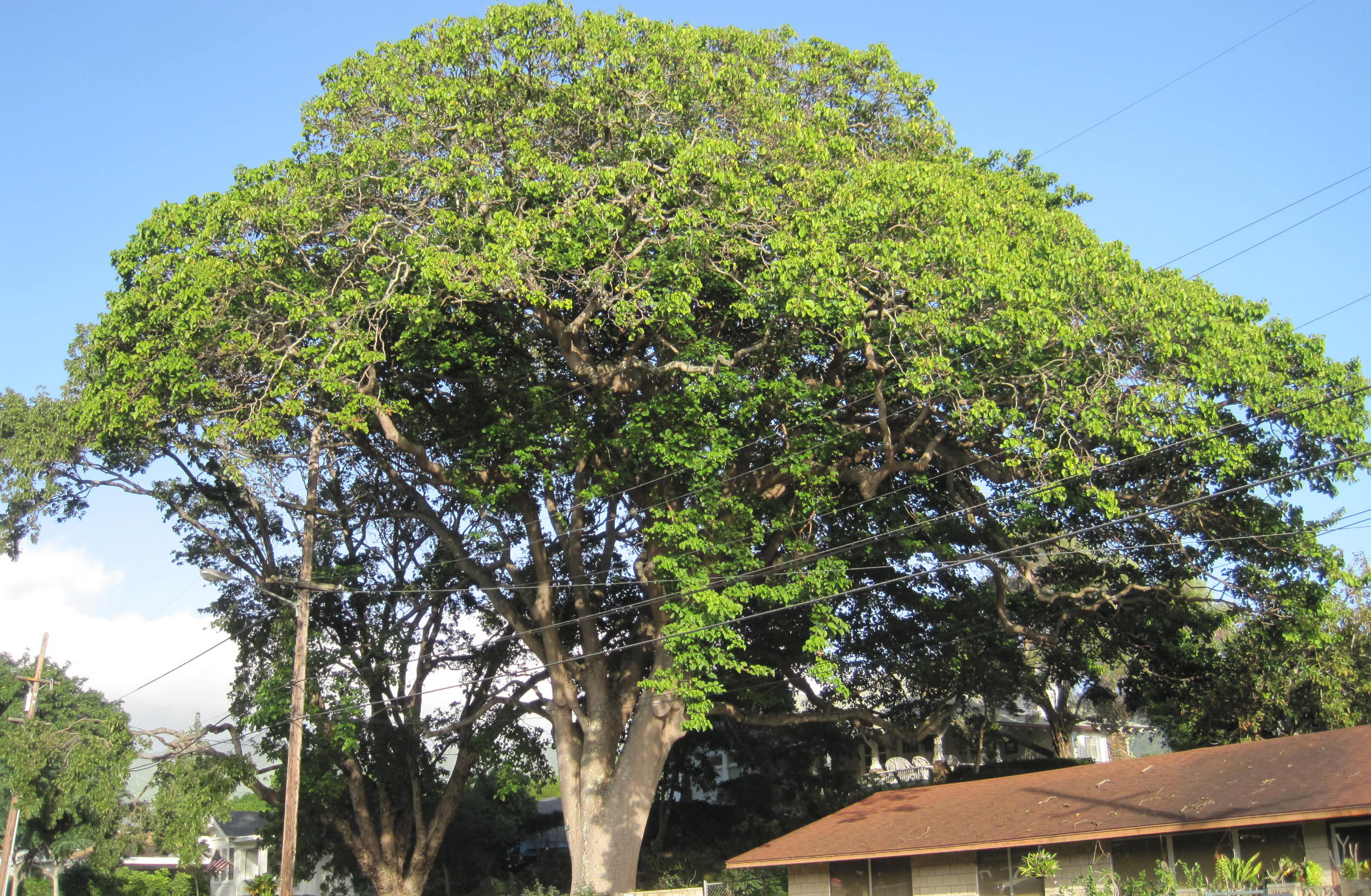